# Eratyk o ograniczonym znaczeniu wskaźnikowym
Eratyk o ograniczonym znaczeniu wskaźnikowym – głaz narzutowy możliwy do jednoznacznego oznaczenia, jeśli chodzi o jego pochodzenie, różniący się jednak od eratyku przewodniego tym, że posiada więcej niż jeden obszar macierzysty i (lub) obszar ten zajmuje stosunkowo dużą powierzchnię.
Do tego typu eratyków należą m.in. wapienie dolnopaleozoiczne, piaskowce jotnickie lub wapienie Palaeoporella.